# Krytyka filmowa

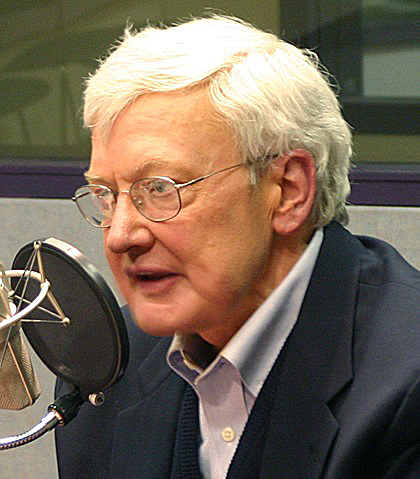
Amerykański krytyk filmowy Roger Ebert (2006)

Krytyka filmowa – dziedzina działalności intelektualnej, której przedmiotem jest film, kultura filmowa i jej społeczna sytuacja. Opiera się ona na dyskusji i formułowaniu osądów o filmach i kinie. Jej celem jest nie tylko opis poszczególnych dzieł, ale też kształtowanie kierunków rozwoju kina i lansowanie pewnych wartości lub koncepcji estetycznych. Inną charakterystyką krytyki filmowej jest spełnianie funkcji pośrednika między twórcami filmowymi a widzami.
Krytyka filmowa zwyczajowo jest zaliczana w obręb filmoznawstwa, choć nie jest uprawiana zgodnie z naukową metodologią i jest raczej wyrazem osobistych przekonań. Obejmuje szeroki zakres aktywności, od codziennej działalności recenzenckiej, do bardziej złożonych form, felietonów, esejów i szkiców, artykułów polemicznych albo manifestów krytycznych.
Historia krytyki filmowej sięga pierwszych dekad XX wieku. Począwszy od lat 20. stawała się coraz istotniejszą sferą kultury filmowej. Pierwsi znani krytycy zazwyczaj byli równocześnie teoretykami filmu, jak Siegfried Kracauer czy André Bazin, a w Polsce Karol Irzykowski. Wielu z wczesnych krytyków było też twórcami filmowymi, jak Siergiej Eisenstein, Jean Epstein czy twórcy kręgu awangardy. Po drugiej wojnie światowej w znacznej mierze na rozwój krytyki i sztuki filmowej wpłynęli autorzy francuskiej nowej fali zgromadzeni wokół pisma "Cahiers du Cinéma": François Truffaut, Jean-Luc Godard, Jacques Rivette, Éric Rohmer. Bazowali oni w swoich tekstach krytycznych na pracach André Bazina.